# Richard Masur
Pour les articles homonymes, voir Masur.
Richard Masur est un acteur américain, né le 20 novembre 1948 à New York.

## Biographie
Masur est né à New York en 1948, son père était pharmacien et sa mère professeur.
Il a étudié au "Walt Whitman Junior High School" et au "Roosevelt High School" à Yonkers.
Il a une sœur Judith Masur.
Il est marié à Eileen Henry.

## Filmographie

### Acteur

#### Cinéma
- 1975 : L'Infirmière de la compagne casse-cou (Whiffs) de Ted Post : Lockyer's Aide
- 1976 : Bittersweet Love de David Miller : Alex
- 1977 : Les Faux-durs (Semi-Tough) de Michael Ritchie : Phillip Hooper
- 1978 : Les Guerriers de l'enfer (Who'll Stop the Rain) de Karel Reisz : Danskin
- 1979 : Guerre et Passion (Hanover Street) de Peter Hyams : 2nd Lt. Jerry Cimino
- 1979 : Scavenger Hunt de Michael Schultz : Georgie Cruthers
- 1980 : La Porte du paradis (Heaven's Gate) de Michael Cimino : Cully
- 1982 : Timerider, le cavalier du temps perdu de William Dear : Claude Dorsett
- 1982 : I'm Dancing as Fast as I Can de Jack Hofsiss : Alan Newman
- 1982 : The Thing de John Carpenter : Clark
- 1983 : Risky Business de Paul Brickman : Rutherford
- 1983 : En plein cauchemar (Nightmares) de Joseph Sargent : Steven Houston (segment Night of the Rat)
- 1983 : Under Fire de Roger Spottiswoode : Hub Kittle
- 1985 : Un été pourri (The Mean Season) de Philip Borsos : Bill Nolan
- 1985 : Les Aventuriers de la 4e dimension (My Science Project) de Jonathan Betuel : détective Jack Nulty
- 1985 : Head Office de Ken Finkleman : Max Landsberger
- 1986 : Welcome Home
- 1986 : La Brûlure (Heartburn) de Mike Nichols : Arthur Siegel
- 1987 : Les Envoûtés (The Believers) de John Schlesinger: Marty Wertheimer
- 1987 : Assistance à femme en danger (Rent-a-Cop) de Jerry London : Roger
- 1987 : Walker d'Alex Cox : Ephraim Squier
- 1988 : Randonnée pour un tueur (Shoot to Kill) de Roger Spottiswoode : Norman
- 1988 : Plein pot (License to Drive) de Greg Beeman : Mr. Anderson
- 1989 : Far from Home de Meiert Avis (en) : Duckett
- 1990 : Massacre dans l'ascenseur (Out of Sight, Out of Mind) : Dr Meltzner
- 1990 : Poudre jaune  (Vietnam, Texas) de Robert Ginty : un prêtre
- 1990 : Going Under : Defense Contractor
- 1990 : Flashback de Franco Amurri : Barry
- 1991 : My Girl de Howard Zieff : Phil Sultenfuss
- 1992 : Amazing Stories: Book Three (vidéo) : Trent Tinker (segment The Amazing Falsworth)
- 1992 : L'Homme d'Encino (Encino Man) de Les Mayfield : Mr. Morgan
- 1993 : Les Princes de la ville  (Bound by Honor) : Prison librarian
- 1993 : L'Homme sans visage (The Man Without a Face) de Mel Gibson : prof. Carl Hartley
- 1993 : Six degrés de séparation (Six Degrees of Separation) de Fred Schepisi : Dr Fine
- 1994 : My Girl 2 de Howard Zieff : Phil Sultenfuss
- 1994 : Les Patriotes de Eric Rochant : Jeremy Pelman
- 1995 : Oublions Paris (Forget Paris) de Billy Crystal : Craig
- 1996 : Mes doubles, ma femme et moi (Multiplicity) de Harold Ramis : Del King
- 1997 : Menace toxique (Fire Down Below) de Felix Enriquez Alcala : Phil Pratt
- 1999 : Les Adversaires (Play It to the Bone) de Ron Shelton : Artie
- 2004 : Palindromes de Todd Solondz : Steve Victor
- 2006 : Lovely by Surprise (en) de Kirt Gunn : Dave
- 2015 : Après l'hiver (Tumbledown) de Sean Mewshaw : Bruce Jespersen

#### Télévision
- 1970 : La Force du destin (All My Children) : Jesse Johnson (2006-)
- 1975 : Hot L Baltimore : Clifford Ainsley
- 1975 à 1981 : Au fil des jours (One Day at a Time) : David Kane
- 1976 : Having Babies : Max Duggin
- 1978 : The Many Loves of Arthur : Arthur Murdock
- 1978 : Betrayal : Loren Plotkin
- 1979 : Mister Horn (Mr. Horn) : Sheriff Ed Smalley
- 1979 : Walking Through the Fire : Dr Maitland
- 1981 : À l'est d'Éden (East of Eden) : Will Hamilton
- 1981 : Fallen Angel : Howard Nichols
- 1982 : Money on the Side : Nelson Vernon
- 1983 : An Invasion of Privacy : Dr Harvey Cohen
- 1983 : The Demon Murder Case : Anthony Marino
- 1983 : Adam : Jay Howell
- 1983 : The Winter of Our Discontent : Danny
- 1984 : Empire : Jack Willow
- 1984 : Flight 90: Disaster on the Potomac : Roger Olian
- 1984 : Autopsie d'un crime (The Burning Bed) : Aryon Greydanus
- 1985 : Obsessed with a Married Woman : Ed Karasick
- 1985 : Embassy : Dennis Thorne
- 1985 : Wild Horses : Bob Bowne
- 1986 : The George McKenna Story : Ben Proctor
- 1986 : When the Bough Breaks : Milo
- 1986 : Fantôme pour rire : Carleton Davis
- 1986 : Adam: His Song Continues : Jay Howell
- 1987 : Bride of Boogedy : Carleton Davis
- 1987 : Les Roses rouges de l'espoir (Roses Are for the Rich) : Everett Corbett
- 1988 : Hiroshima Maiden : Jim Bennett
- 1988 : Higher Ground : McClain
- 1989 : Séduction rapprochée (Third Degree Burn) : Clay Reynolds
- 1989 : Settle the Score : Lincoln Whately
- 1989 : Cast the First Stone : Refson
- 1990 : Yes, Virginia...
- 1990 : Blossom : Terry
- 1990 : Le Grand Tremblement de terre de Los Angeles (The Big One: The Great Los Angeles Earthquake) : Kevin Conrad
- 1990 : « Il » est revenu (It) : Stanley 'Stan' Uris
- 1990 : Always Remember I Love You : Earl Monroe
- 1991 : The Story Lady : Norm Denton
- 1993 : Les Soldats de l'espérance (And the Band Played On) : William W. Darrow, PhD
- 1994 : Keys : Lowly Flowers
- 1994 : Search for Grace : Dr Randolph
- 1995 : Le Sang du frère (My Brother's Keeper) : Morley
- 1995 : Photo sans identité (The Face on the Milk Carton) : Jonathan Sands
- 1995 : Hiroshima : Gen. Leslie R. Groves
- 1995 : It Was Him or Us (TV) : Walter Pomeroy
- 1996 : Abus d'influence (Undue Influence) : Jack Vega
- 2000 : Noriega : L'Élu de Dieu (Noriega: God's Favorite) : Mark
- 2001 : 61* : Milt Kahn
- 2005 : The One Day at a Time Reunion

### Réalisateur
- 1989 : Torn Between Two Fathers (TV)